# Microlobius
Microlobius es un género monotípico de árbol perteneciente a la familia de las fabáceas.  Su única especie: Microlobius foetidus, el coyuacate es originario de América donde se encuentra desde México hasta Argentina. En Brasil se encuentra en el Pantanal distribuidas por Mato Grosso do Sul.

## Taxonomía
Microlobius foetidus fue descrita por (Jacq.) M.Sousa & G.Andrade y publicado en Anales del Instituto de Biología de la Universidad Nacional Autónoma de México, Botánica 63(1): 104. 1992.
Subespecies
- Microlobius foetidus subsp. foetidus (Jacq.) M.Sousa & G.Andrade
- Microlobius foetidus subsp. paraguensis (Benth.) M.Sousa & G.Andrade

Sinonimia
- Goldmania platycarpa Micheli
- Piptadenia paraguensis (Benth.) Lindm.
- Piptadenia platycarpa (Micheli) J.F.Macbr[4]

subsp. foetidus (Jacq.) M.Sousa & G.Andrade
- Acacia foetida (Jacq.) Kunth
- Goldmania foetida (Jacq.) Standl.
- Inga foetida (Jacq.) Willd.
- Microlobius mimosoides C.Presl
- Mimosa foetida Jacq.
- Piptadenia foetida (Jacq.) Benth.

subsp. paraguensis (Benth.) M.Sousa & G.Andrade
- Feuilleea paraguensis (Benth.) Kuntze
- Goldmania paraguensis (Benth.) Brenan
- Piptadenia paraguayensis (Benth.) Lindm.
- Piptadenia quadrifolia N.E.Br.
- Pithecellobium paraguense Benth.[5]